# Питяєво
Питяєво (рос. Питяево) — присілок в Приморському районі Архангельської області Російської Федерації.
Населення становить 1 особу. Входить до складу муніципального утворення Островне поселення.

## Історія
Від 2004 року входить до складу муніципального утворення Островне поселення.

## Населення
| 2002 | 2010 | 2012 |
| ---- | ---- | ---- |
| 3    | ↗9   | ↘1   |